# هنری بوچارد
هنری بوچارد (انگلیسی: Henri Bouchard; ۱۳ دسامبر ۱۸۷۵ – ۳۰ نوامبر ۱۹۶۰) مجسمه‌ساز، و قلم‌زن اهل فرانسه بود.
وی همچنین برندهٔ جوایزی همچون لژیون دونور (شوالیه) و جایزه بزرگ رم شده‌است.